# Луча (филм)
Луча је српски филм из 2022 године у режији Ивице Видановића. Филм је премијерно приказан у оквиру 29. филмског фестивала у Палићу. Филм је римејк црногорског филма Искра из 2017. године.
Филм је од 1. децембра 2022. године доступан и на стриминг платформи Аполон. 

## Радња
Филм је криминалистички драмски трилер који прати потрагу за Лучом, ћерком инспектора тајне службе у пензији, Петра. У трагању за узроком њеног нестанка, Петар залази далеко у властиту прошлост и његов свет почиње полако да се распада.

## Улоге
| Глумац             | Улога            |
| ------------------ | ---------------- |
| Јово Максић        | Петар            |
| Смиљана Маринковић | Луча             |
| Анђелија Филиповић | Луча девојчица   |
| Љубиша Милишић     | Ранко            |
| Андрија Митић      | Игор             |
| Миљан Давидовић    | Миљан Илић       |
| Радиша Рок         | Лука Илић        |
| Милош Ђуровић      | Миша             |
| Југослав Крајнов   | Уредник          |
| Љиљана Благојевић  | Мишина мајка     |
| Јаков Јевтовић     | Полицајац        |
| Мина Стојковић     | Директорка школе |
| Јелица Ковачевић   | Комшиница        |
| Давор Јањић        | Мирко            |